# سیارک ۱۰۲۱۸
سیارک ۱۰۲۱۸ (به انگلیسی: 10218 Bierstadt، نامگذاری:1997SJ23) ده هزار و دویست و هجدهمین سیارک کشف شده‌است که در ۲۹ سپتامبر ۱۹۹۷ کشف شد.
قدر مطلق سیارک برابر ۱۴٫۹۰ است.